# Col de Vergio
Der Col de Vergio (korsisch: bocca di Verghiu) ist mit ca. 1470 m die höchste Passstraße auf der Mittelmeerinsel Korsika. Er verbindet die beiden korsischen Départements Corse-du-Sud im Westen und Haute-Corse im Osten.
Über den Pass führt die landschaftlich reizvolle Straßenverbindung von Porto ins Inselinnere, an der unter anderem die Spelunca-Schlucht, der Stausee von Calacuccia und die Scala di Santa Regina liegen. Beiderseits des Passes erstrecken sich Waldgebiete, auf der Westseite von der Ortschaft Evisa bis zum Pass der Forêt d'Aitone und auf der Ostseite der Passhöhe bis Albertacce der Forêt de Valdu Niellu.